# فالتاخيروس
فالتاخيروس هي بلدية تقع في مقاطعة سوريا، في منطقة قشتالة وليون، في إسبانيا. يبلغ عدد سكانها 25 نسمة وذلك حسب (المعهد الوطني للإحصاء) سنة 2017، وتبلغ مساحتها 22,93 كم². تعتمد البلدية على زراعة الحبوب وتربية الماشية، ومن الحيوانات البرية في المنطقة الخنزير البري والأيائل الحمراء.